# Uniwersytet Opolski
Uniwersytet Opolski (UO) – polska uczelnia publiczna powstała w Opolu w 1994 roku w wyniku połączenia Wyższej Szkoły Pedagogicznej im. Powstańców Śląskich (zał. 1950 we Wrocławiu i przeniesionej w 1954 roku do Opola) oraz opolskiej filii Katolickiego Uniwersytetu Lubelskiego w Nysie, bazującej na kilkudziesięcioletnich doświadczeniach Wyższego Seminarium Duchownego w Nysie, gdzie pracowała kadra naukowa dawnego Wydziału Teologicznego Uniwersytetu Jana Kazimierza we Lwowie.
Uczelnia kształci studentów na siedemdziesięciu kierunkach studiów stacjonarnych oraz niestacjonarnych. Funkcjonuje w niej 12 wydziałów, 18 instytutów oraz 12 jednostek międzyuczelnianych, w tym m.in. Międzynarodowe Centrum Badawczo-Rozwojowe na rzecz Rolnictwa i Przemysłu Rolno-Spożywczego, Uniwersyteckie Centrum Transferu Wiedzy i Technologii, Biblioteka Główna, Studium Języków Obcych oraz Studium Wychowania Fizycznego i Sportu.
Według stanu na 2023 rok na uczelni studiuje łącznie 9000 studentów, w tym 7750 na studiach dziennych, 1250 na studiach zaocznych, 92 doktorantów.
Uniwersytet Opolski stale poszerza i wzbogaca oferta edukacyjną, nawiązuje współpracę z ośrodkami naukowymi oraz biznesem w kraju i za granicą. Studentom oferuje zagraniczne praktyki oraz wymiany (program Erasmus, Studia Europa Master, konsorcjum Forthem), funduje im stypendia, daje możliwość realizacji swych pasji w samorządzie studenckim, kołach naukowych, w obszarze kultury, rozrywki czy sportu.
W 2023 roku na UO zatrudnionych było 1771 osób, z czego 646 osób to pracownicy administracji, obsługi i bibliotekarze, a 1065 to nauczyciele akademiccy. Było wśród nich 75 profesorów tytularnych, 186 doktorów habilitowanych, 286 doktorów, 206 asystentów oraz 312 wykładowców, starszych wykładowców i instruktorów.

## Władze

### Władze rektorskie
W kadencji 2024–2028:
| Stanowisko                                                 | Imię i nazwisko                  |
| ---------------------------------------------------------- | -------------------------------- |
| Rektor                                                     | prof. dr hab. Jacek Lipok        |
| Prorektor ds. rozwoju i finansów Pierwszy zastępca rektora | dr hab. inż. Rafał Matwiejczuk   |
| Prorektor ds. nauki                                        | dr hab. Daniel Pietrek           |
| Prorektor ds. kształcenia                                  | dr hab. Anna Weissbrot–Koziarska |
| Prorektor ds. studentów                                    | dr hab. Joanna Ryszka            |

### Władze administracyjne
W kadencji 2024–2028:
| Stanowisko                  | Imię i nazwisko    |
| --------------------------- | ------------------ |
| Kanclerz                    | mgr Joanna Kostuś  |
| Pierwszy zastępca kanclerza | mgr Cezary Pawęzki |
| Zastępca kanclerza          | mgr Andrzej Witek  |

## Poczet rektorów
1. prof. dr hab. Jerzy Pośpiech (1994–1995)
2. prof. dr hab. Franciszek Marek (1995–1996)
3. prof. dr hab. Stanisław Nicieja (1996–2002)
4. prof. dr hab. Józef Musielok (2002–2005)
5. prof. dr hab. Stanisław Nicieja (2005–2008)
6. prof. dr hab. inż. Krystyna Czaja (2008–2012)
7. prof. dr hab. Stanisław Nicieja (2012–2016)
8. prof. dr hab. Marek Masnyk (2016–2024)
9. prof. dr hab. Jacek Lipok (od 2024)

## Wydziały
| Zdjęcie | Wydział                                           | Siedziba          | Strona internetowa         |
| ------- | ------------------------------------------------- | ----------------- | -------------------------- |
|         | Wydział Chemii i Farmacji Collegium Chemicum      | ul. Oleska 48     | www.wch.uni.opole.pl       |
|         | Wydział Ekonomiczny Collegium Oeconomicum         | ul. Ozimska 46a   | www.we.uni.opole.pl        |
|         | Wydział Filologiczny Collegium Maius              | pl. Kopernika 11  | www.wfil.uni.opole.pl      |
|         | Wydział Lekarski Collegium Medicum                | ul. Oleska 48     | www.im.wmnoz.uni.opole.pl/ |
|         | Wydział Matematyki, Fizyki i Informatyki          | ul. Oleska 48     | www.wmfi.uni.opole.pl      |
|         | Wydział Nauk o Polityce i Komunikacji Społecznej  | ul. Katowicka 89  | www.wnopiks.uni.opole.pl   |
|         | Wydział Nauk o Zdrowiu                            | ul. Katowicka 68  | www.wnoz.uni.opole.pl/     |
|         | Wydział Nauk Społecznych Collegium Civitas        | ul. Oleska 48     | www.wns.uni.opole.pl       |
|         | Wydział Prawa i Administracji Collegium Iuridicum | ul. Katowicka 87a | www.wpia.uni.opole.pl      |
|         | Wydział Przyrodniczo-Techniczny                   | ul. Oleska 48     | www.wpt.uni.opole.pl       |
|         | Wydział Sztuki Collegium Artium                   | ul. Wrocławska 4  | www.ws.uni.opole.pl        |
|         | Wydział Teologiczny Collegium Theologicum         | ul. Drzymały 1a   | www.wt.uni.opole.pl        |

Źródło: Uniwersytet Opolski.

## Jednostki ogólnouczelniane

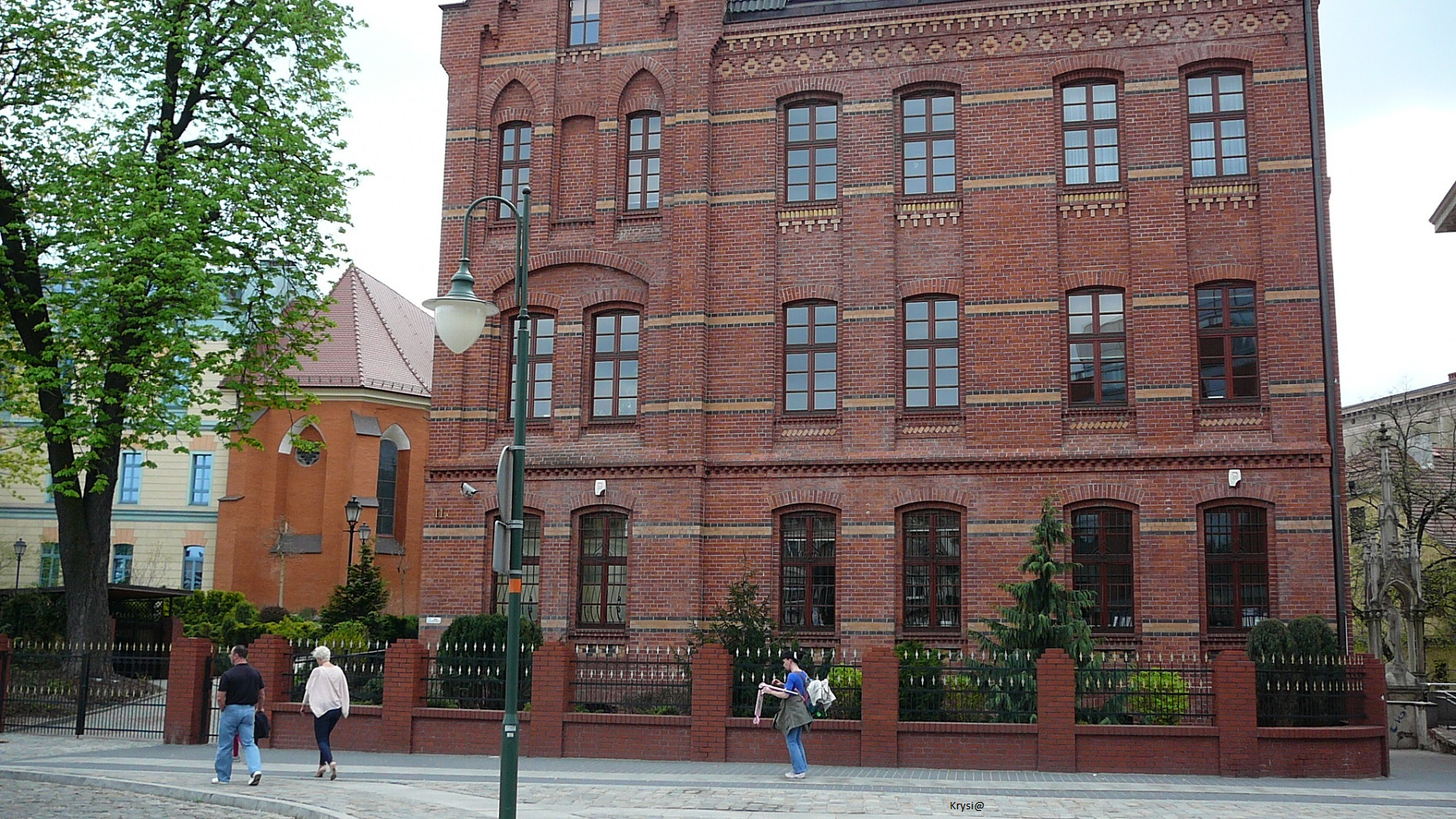
Budynek administracyjny Collegium Minus

- Biblioteka Uniwersytetu Opolskiego
- Europejskie Centrum Paleontologii UO
- Muzeum Uniwersytetu Opolskiego
- Pełnomocniczka ds. Równego Traktowania
- Rada Naukowa
- Redakcja pisma „Indeks”
- Redakcja Wydawnictw Wydziału Teologicznego
- Studenckie Centrum Kultury
- Studium Języków Obcych Uniwersytetu Opolskiego
- Studium Wychowania Fizycznego i Sportu Uniwersytetu Opolskiego
- Szkoła Doktorska
- Uniwersyteckie Centrum Transferu Wiedzy i Technologii

## Kierunki kształcenia
Aktualnie Uniwersytet Opolski oferuje możliwość kształcenia na następujących kierunkach studiów:

- administracja
- agroekologia
- bezpieczeństwo wewnętrzne
- biologia
- biotechnologia
- biotechnologia medyczna
- chemia
- coaching filozoficzny
- design i komunikacja społeczna
- dietetyka
- digital cultures
- doradztwo filozoficzne z mentoringiem
- dziennikarstwo i komunikacja społeczna
- Economics (w zakresie International Business)
- edukacja artystyczna w zakresie sztuk plastycznych
- edytorstwo
- ekonomia
- English in Public Communication
- English Philology
- English Philology Teacher Training Programme
- farmacja
- filologia polska
- filologia romańska od podstaw
- finanse i rachunkowość
- fizjoterapia
- game studies
- geografia i geoinformacja
- Germanistik
- Global studies
- gospodarka przestrzenna
- historia
- historia i teraźniejszość 40+
- humanistyka cyfrowa
- informatyka
- inżynieria środowiska
- język angielski w turystyce
- język biznesu
- język polski od postaw z językiem niemieckim
- kosmetologia
- Langue française, institutions européennes et relations internationalesLangue française, institutions européennes et relations internationales
- lekarski
- lingwistyka stosowana
- logistyka
- logopedia
- logopedia z językiem polskim jako obcym
- Master of Liberal Arts
- matematyka
- Media Cultures
- muzykologia
- obsługa biznesu
- ochrona środowiska
- optometria
- optyka okularowa z elementami optometrii
- orientalistyka chrześcijańska
- paleobiologia
- pedagogika
- pedagogika przedszkolna i wczesnoszkolna
- pedagogika specjalna
- pielęgniarstwo
- politologia
- położnictwo
- praca socjalna
- prawo
- psychologia
- Public relations
- socjologia
- stosunki międzynarodowe
- studia nauczycielskie fizyka i matematyka
- teologia
- teologia kanoniczna
- zarządzanie
- zarządzanie publiczne

## Posiadane uprawnienia
Uniwersytet Opolski jako uczelnia publiczna ma uprawnienia do nadawania stopnia naukowego doktora oraz doktora habilitowanego w następujących dyscyplinach naukowych i artystycznych:
- historia
- językoznawstwo
- literaturoznawstwo
- inżynieria środowiska, górnictwo i energetyka
- nauki medyczne
- nauki o zdrowiu
- ekonomia i finanse
- nauki o polityce i administracji
- nauki prawne
- pedagogika
- psychologia
- nauki teologiczne
- informatyka
- nauki biologiczne
- nauki chemiczne
- nauki fizyczne
- sztuki plastyczne i konserwacja dzieł sztuki

oraz do prowadzenia studiów I, II stopnia, studiów jednolitych magisterskich na 74 kierunkach kształcenia, prowadzenia studiów podyplomowych, a także prowadzenia studiów doktoranckich w 16 dyscyplinach:
- ekonomia i finanse
- informatyka
- inżynieria środowiska, górnictwo i energetyka
- historia
- językoznawstwo
- literaturoznawstwo
- nauki medyczne
- nauki o zdrowiu
- nauki o polityce i administracji
- nauki prawne
- pedagogika
- psychologia
- nauki teologiczne
- nauki biologiczne
- nauki chemiczne
- nauki fizyczne.

## Lokalizacja

### Wzgórze akademickie
Najwyższe wzniesienie w obrębie starego miasta (165 m n.p.m.). Z tego miejsca rozciąga się piękna panorama Opola. Znajduje się tu gotycki kościół pw. Matki Boskiej Bolesnej i św. Wojciecha, patrona miasta. Według legendy w tym miejscu św. Wojciech, biskup praski, podążając na dwór Bolesława Chrobrego, głosił kazania i chrzcił. Po roku 1996 temu miejscu nadano nazwę Wzgórza Uniwersyteckiego, bo to właśnie tu ulokowano główne budynki Uniwersytetu Opolskiego: Collegium Maius i Collegium Minus.
We wschodniej części wzgórza znajduje się Skwer Artystów, gdzie usytuowano rzeźby polskich artystów, których twórczość związana była z Opolem oraz Krajowym Festiwalem Piosenki Polskiej. Od strony Małego Rynku można podziwiać ekspozycję zabytkowych rzeźb, takich jak np. Cztery Pory Roku H. Hartmanna z XVII wieku, kolumnę Maryjną czy pomnik św. Krzysztofa.

### Kampus

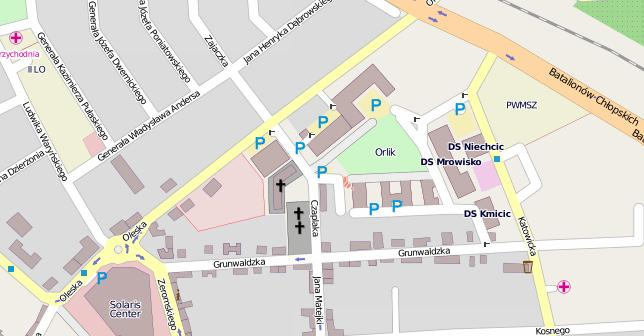
Mapa kampusu Uniwersytetu Opolskiego

Kampus Uniwersytetu Opolskiego znajduje się w samym centrum Opola pomiędzy ulicami Oleską, Czaplaka, Grunwaldzką i Katowicką. Taka lokalizacja umożliwia sprawne poruszanie się pomiędzy budynkami dydaktycznymi i akademikami czy studenckimi mieszkaniami.
Na Kampusie znajdują się cztery Domy Studenta UO: Kmicic, Niechcic, Spójnik i Mrowisko, a także kilka budynków dydaktycznych m.in. Collegium Iuridicum, gdzie mieści się Wydział Prawa UO, Collegium Civitas (kierunki Wydziału Nauk o Polityce i Komunikacji Społecznej, Wydziału Nauk Społecznych), Collegium Chemicum, gdzie mieści się Wydział Chemii UO, Collegium Pedagogicum, Budynek Główny Uniwersytetu Opolskiego, gdzie mieści się m.in.: Wydział Matematyki, Fizyki i Informatyki.
To tutaj odbywa się życie studenckie – głównie dzięki Studenckiemu Centrum Kultury, które znajduje się w samym centrum miasteczka akademickiego. Życie sportowe toczy się na dwóch boiskach Orlika (do piłki nożnej i koszykówki) oraz w Studium Wychowania Fizycznego UO.

#### Domy studenckie Uniwersytetu Opolskiego
| Dom studencki | Adres                            | Informacje o akademiku | Zdjęcie |
| Kmicic        | ul. Katowicka 89 45-054 Opole    | Został zbudowany w latach 70. XX wieku, a „ochrzczony” w 1974 roku przez jedną z największych postaci polskiego kina i teatru, Daniela Olbrychskiego – legendarnego odtwórcę roli Kmicica. Mieszkali w nim studenci z całej Polski i Europy. Lata studenckie spędzili w nim m.in.: Stanisław Nicieja (późniejszy rektor), Marek Masnyk, Leszek Kuberski, Andrzej Kimla (wieloletni kanclerz). Akademik ma 240 pokoi oraz 20 miejsc w pokojach gościnnych. Moduły są czteropokojowe, każdy moduł ma aneks sanitarny. |         |
| Niechcic      | ul. Katowicka 87b 45-054 Opole   | Został zbudowany na początku XXI wieku i jest najnowocześniejszym akademikiem. Oddany został do użytku w 2004 roku. Obiekt, poza miejscami noclegowi dla studentów, ma 13 pokoi gościnnych. Na jedenastu piętrach znajdują się dwupokojowe moduły z kuchnią i łazienką (9 modułów na każdym piętrze). Pokoje są dwu i trzy osobowe. Wyjątkiem jest pierwsze piętro przystosowane w całości dla osób niepełnosprawnych, gdzie znajdują się pokoje dla dwóch osób, oraz łazienki ze specjalnie przystosowanymi sanitariatami, kabinami natryskowymi oraz umywalkami. Na 11 piętrach znajdują się dwie sale przeznaczone do nauki oraz 6 pokoi gościnnych, wynajmowanych głównie wykładowcom uczelni, jak i również studentom zaocznym. Parter akademika to pomieszczenia administracyjne. Należy zaznaczyć, że każde piętro ma pralnię z suszarnią oraz zsyp na śmieci. Wysokość obiektu sprawia, że z ostatniego piętra roztacza się jeden z najładniejszych widoków na panoramę Opola. Na 12 piętrze znajdują się pomieszczenia przeznaczone na obserwatorium astronomiczne z salą wykładową dla słuchaczy. |         |
| Mrowisko      | ul. Katowicka 87 45-054 Opole    | Akademik został zbudowany w latach 50. XX wieku i oddany do użytku w 1956 roku. Jest najstarszym akademikiem w Opolu. W 2010 roku zakończono przebudowę jego południowego skrzydła– w miejsce pokoi dla studentów powstało Collegium Iuridicum, siedziba Wydziału Prawa i Administracji. |         |
| Spójnik       | ul. Katowicka 91-93 45-054 Opole | Dom Studenta “Spójnik” został zbudowany w 2. połowie lat 60. XX wieku. Ma 208 pokoi 2-osobowych oraz 10 pokoi 1-osobowych. Jest wyposażony w pralnię, suszarnię, salkę bokserską. Mieszkańcy akademika mają możliwość korzystania z pokoju cichej nauki. |         |

## Kultura
- „Indeks”
- „Gazeta Studencka” – miesięcznik ukazujący się od października 2009 do teraz
- Radio Sygnały – akademicka rozgłośnia
- Studencka Telewizja Uniwersytetu Opolskiego „Seta TV”[potrzebny przypis]

Na Uniwersytecie Opolskim funkcjonuje również Chór Akademicki „Dramma per musica” oraz Akademicki Związek Sportowy UO, a także Samorząd Doktorantów i Samorząd Studencki.